# Bulbine asphodeloides
Bulbine asphodeloides és una espècie de planta herbàcia que pertany a la família de les asfodelàcies, subfamília de les asfodelòidies.

## Descripció
Bulbine asphodeloides és una planta herbàcia perennifòlia que pot arribar a fer entre 25 a 60 cm d'alçada, erecta, glabra, en grups, pocs a molts que sorgeixen d'un rizoma llenyós. Les tiges entre 0 a 7 cm de llargada, simples o ramificades, amb arrels adventícies a les plantes més velles. Tenen nombroses fulles, molt properes entre si en una tija. La inflorescència és en forma de raïm amb moltes flors, cilíndriques, de 5 a 15 cm de llargada. El fruit és una càpsula amb 2-4 llavors per lòcul.

## Distribució i hàbitat
Bulbine asphodeloides està estesa i comuna al llarg de la costa sud-africana del Cap Oriental i de la costa de KwaZulu-Natal, amb presències disperses a l'interior. També hi creix a Eswatini i a Moçambic.
Aquesta espècie creix als vessants rocosos de les pastures costaneres, també en planes sorrenques i en vores de camins, entre a nivell del mar fins als 500 m.

## Amenaces
Al voltant del 40% de l'hàbitat d'aquesta espècie s'ha perdut històricament a causa de l'expansió urbana, el desenvolupament costaner i les plantacions de canya de sucre. Continua la pèrdua i la degradació de l'hàbitat. Tanmateix, és una mica resistent a la pertorbació i encara és comuna malgrat la pèrdua extensa d'hàbitat.

## Taxonomia
Bulbine asphodeloides va ser descrita per (Linné) Spreng. i publicat a Systema Vegetabilium, editio decima sexta 2: 85, a l'any 1825.
B. asphodeloides s'ha confós amb Bulbine abyssinica per diversos autors, entre ells  Baker (1898) que va posar el segon en la sinonímia a  B. asphodeloides . No obstant això, B. abyssinica es distingeix fàcilment pels seus pedicels rectes més gruixuts, les seves bràctees auriculades no fimbriades i pel seu hàbitat gairebé sense tija.
Etimologia
Bulbine: que rep el nom del tubercle en forma de bulb de moltes espècies.
asphodeloides: epítet llatí que significa "igual que asfodel".
Sinonímia
- Anthericum altissimum Mill.
- Anthericum asphodeloides L. basiònim
- Anthericum longiscapum Jacq.
- Anthericum succulentum Salisb.
- Bulbine altissima (Mill.) Fourc.
- Bulbine crocea L.Guthrie
- Bulbine dielsii Poelln.
- Bulbine longiscapa (Jacq.) Willd.
- Bulbine mettinghii Ten.
- Bulbine pallida Baker
- Phalangium altissimum (Mill.) Kuntze
- Phalangium asphodelodes (L.) Kuntze
- Phalangium longiscapum (Jacq.) Kuntze[5]